# Синегорск (Сахалинская область)
Синегорск — село в Сахалинской области России. Подчинено городу Южно-Сахалинску. В рамках организации местного самоуправления входит в городской округ город Южно-Сахалинск.

## География
Расположено в юго-восточной части острова Сахалин, на берегу реки Сусуя, в 30 км к северо-западу от областного центра — Южно-Сахалинска
Климат
Находится в местности, приравненной к районам Крайнего Севера.
Как и весь остров Сахалин, входит в зону муссонов умеренных широт. Среднегодовая температура составляет +2,8 °С. Самым холодным месяцем является январь со среднесуточной температурой −12,2 °C, самым тёплым — август со среднесуточной температурой +17,3 °C.
Ввиду высокой влажности уже при температуре воздуха +22 °C в тени становится жарко и душно, комфортно и тепло — при +18 °C — 19 °C.
Расчётная температура наружного воздуха летом +25,7 °C, зимой −14 °C. Продолжительность периода со среднесуточной температурой ниже 0 °C составляет 154 суток, продолжительность отопительного периода 230 суток. Средняя температура наиболее холодной пятидневки −13 °C.).

## История
После перехода Южного Сахалина к Японии в 1905 году по Портсмутскому мирному договору, до 1945 года село относилось к японскому губернаторству Карафуто и называлось Каваками (яп. 川上), что в переводе означает «верховье реки».
В 1934 году при рытье котлована под фундамент строящейся больницы в селении Каваками Танко рабочими японской компании «Мицуи кодзан» был найден окаменелый скелет верхнемелового динозавра, получившего название Nipponosaurus sachalinensis (ниппонозавр сахалинский).
После передачи Южного Сахалина СССР, село 15 октября 1947 года получило современное название Синегорск (предлагались также варианты Шмидтовск и Углянск).
В 1947 году Синегорск получает статус рабочего посёлка. В советские времена в Синегорске строятся многоквартирные дома. По центральной улице строятся трёх- и четырёхэтажные дома, и магазины. В посёлке появляются школа, детский сад, дом культуры, магазины, больница. Вся экономика Синегорска держалась на шахте Синегорская. При шахте также работала обогатительная фабрика. На сопках появляются пятиэтажные дома, некоторые из них заброшены. Есть здания, которые сейчас обделаны штукатуркой.
В 2004 году шахта закрыта.
К 1 января 2005 года Постановлением администрации Сахалинской области от 17.06.2004 N 84-па «О внесении изменений в постановление администрации области от 26.04.2004 N 50-па “О преобразовании отдельных поселений на территории Сахалинской области”» посёлок городского типа Синегорск преобразован в село.

## Население
| 1925  | 1935  | 1959  | 1970  | 1979  | 1989  | 2002  |
| ----- | ----- | ----- | ----- | ----- | ----- | ----- |
| 2397  | ↗2967 | ↗5639 | ↘4135 | ↘3489 | ↘3185 | ↘2597 |
| 2010  | 2013  | 2021  |       |       |       |       |
| ↘2282 | ↘1698 | ↘1433 |       |       |       |       |

## Инфраструктура
Экономика
До 2004 года в селе действовала шахта Синегорская. Действовала обогатительная фабрика при шахте. В селе находилась станция Синегорск Сахалинского региона Дальневосточной железной дороги.
Культура и образование
Сейчас в селе действуют образовательные учреждения: общеобразовательная школа № 18, детский сад «Теремок».
Синегорская больница, аптека, почта, банк, отдел досуга, пожарная часть.
Перед зданием отдела досуга стоит стела «100-летие села Синегорск».

## Транспорт
Подходит автодорога Южно-Сахалинск — Синегорск (идентификационный номер 64 ОП РЗ 64К-33), примыкающее к Северо-западному объезду г. Южно-Сахалинска.
Каждые полтора часа до Синегорска доезжает автобус под номером 189 «Сквер Пограничников — Синегорск». В селе автобус делает следующие остановки «По требованию» и «Синегорск».

## Примечание
1. 1 2  Реестр административно-территориальных и территориальных единиц Сахалинской области Архивная копия от 12 ноября 2020 на Wayback Machine (Постановление от 15 августа 2019 года N 359)
2. 1 2  Итоги Всероссийской переписи населения 2020 года по Сахалинской области
3. ↑  Данные переписи 2002 года: таблица 2С. М.: Федеральная служба государственной статистики, 2004.
4. ↑  Закон Сахалинской области от 21 июля 2004 г. № 524 «О границах и статусе муниципальных образований в Сахалинской области». Дата обращения: 31 марта 2022. Архивировано 31 марта 2022 года.
5. ↑  Перечень районов Крайнего Севера и приравненных к ним местностей. www.gks.ru. Дата обращения: 8 апреля 2021. Архивировано 14 ноября 2021 года.
6. ↑  Погода в Южно-Сахалинске – климатический монитор за ноябрь 2019 года. www.pogodaiklimat.ru. Дата обращения: 15 ноября 2019. Архивировано 13 января 2019 года.
7. ↑  Рождественский А. К. На поиски динозавров в Гоби. — 3-е изд. — М.: Наука, 1969. — 294 с.
8. ↑  И. А. Самарин. Об истории переименования населённых пунктов Южного Сахалина и Курильских островов в 1946—1947 годах, стр. 200. sakhalinmuseum.ru. Дата обращения: 18 ноября 2020. Архивировано из оригинала 19 июня 2018 года.
9. ↑  Постановление Администрации Сахалинской области от 26.04.2004 № 50-па - Сейчас.ру. www.lawmix.ru. Дата обращения: 18 ноября 2020. Архивировано 8 мая 2021 года.
10. ↑  Результаты переписи 1925 года: Домовладения и численность населения — 1926. — 30 с.
11. ↑  Результаты переписи 1935 года: Домовладения и численность населения — 1936. — 25 с.
12. ↑  Всесоюзная перепись населения 1959 года. Численность городского населения РСФСР, её территориальных единиц, городских поселений и городски — Демоскоп Weekly.
13. ↑  Всесоюзная перепись населения 1970 года Численность городского населения РСФСР, ее территориальных единиц, городских поселений и городских — Демоскоп Weekly.
14. ↑  Всесоюзная перепись населения 1979 года Численность городского населения РСФСР, ее территориальных единиц, городских поселений и городских — Демоскоп Weekly.
15. ↑  Всесоюзная перепись населения 1989 г. Численность городского населения РСФСР, ее территориальных единиц, городских поселений и городских ра
16. ↑  Всероссийская перепись населения 2002 года. Численность населения субъектов Российской Федерации, районов, городских поселений, сельских н
17. ↑  Всероссийская перепись населения 2010 года. Сахалинская область. Численность населения городских округов, муниципальных районов, городских
18. ↑  Оперативный прогноз возникновения ЧС на 17 августа 2013 г.
19. ↑  Постановление Правительства Сахалинской области от 18.07.2013 N 355 (ред. от 25.12.2020) «Об утверждении Перечня и идентификационных номеров автомобильных дорог общего пользования регионального или межмуниципального значения Сахалинской области» (с изм. и доп., вступающими в силу с 01.01.2021)